# Pär Lund
Pär Lund, född 25 september 1972 i Stockholm, är en svensk pianist och kompositör.
Pär Lund började spela piano och komponera vid 7 års ålder och påbörjade sin formella utbildning 1991 för Esther Bodin-Karpe vid Kungliga Musikhögskolan i Stockholm. 1994 skrevs Lund in vid Sibelius-Akademin i Helsingfors där han fram till 2002 studerade piano för Juhani Lagerspetz, samt komposition för Erkki Jokinen och Olli Kortekangas. Efter examen återvände Lund till Stockholm för att avsluta sina studier vid diplomprogrammet i piano vid Kungliga Musikhögskolan 2002-2006 för Staffan Scheja.
Lunds karriär började ta fart vid 19 års ålder då han vann Kils internationella pianotävling, följt av framgångar i bland annat Ennio Porrino International Piano Competition i Cagliari där han gick till final och även fick pris för bästa framförande. Lund har senare gett solokonserter i bland annat Finland, Tyskland, Frankrike, Spanien, Ryssland och Luxemburg och även framträtt i både svensk och finsk radio och TV - bland annat i TV4:s Talang.
Som kompositör har Lund särskilt uppmärksammats genom sina Variationer över Sten Carlbergs signaturmelodi till Bamse, som ledde till ett reportage i SVT:s Musikspegeln 2003. Verket består av sju variationer och ställer trots sin lättsamma natur utomordentligt stora krav på pianisten. Bland övriga kompositioner kan nämnas Darum (skriven som ett svar till Robert Schumanns pianostycke Warum?) samt dess spin-off Xarum, 3^x, Toccata, Etyd över Rimskij-Korsakovs Humlans Flykt, Barockuda, Caprice över teman av Abba, samt To the Power Of... - ett ensatsigt verk för piano och orkester som fick sitt uruppförande den 8 juni 2006 i Stockholms konserthus, med Kungliga filharmonikerna under ledning av Michael Bartosch. Lunds verksamhet som kompositör har även belönats med flera stipendier, däribland STIM-stipendium 2007, Konstnärsnämndens arbetsstipendium inom musik, samt Byggnads kulturstipendium.